# Llista de monuments de Sant Feliu de Llobregat
Llista de monuments de Sant Feliu de Llobregat inclosos en l'Inventari del Patrimoni Arquitectònic Català i inscrits en el Registre de Béns Culturals d'Interès Nacional amb la classificació de monuments històrics per ser una construcció o altra obra material produïda per l'activitat humana que configura una unitat singular de les més rellevants del patrimoni cultural català. S'inclouen a la llista els següents: 
- Declarat bé cultural d'interès nacional (BCIN): només n'hi ha un, la torre Abadal.
- Catalogat com a bé cultural d'interès local (BCIL): són els inclosos en el Catàleg del patrimoni arquitectònic de Sant Feliu de Llobregat de 1989 que van passar a BCIL per la disposició addicional de la Llei del patrimoni català de 1993.[2]

| Monument                                                                                            | Protecció    | Estil/època                                          | Localització | Coordenades                                              | Codi?     | Imatge |
| --------------------------------------------------------------------------------------------------- | ------------ | ---------------------------------------------------- | --- | -------------------------------------------------------- | --------- | --- |
| Masia Torre Abadal                                                                                  | BCIN 4046-MH | Preromànic X                                         | Sant Feliu de Llobregat A la dreta de la carretera de la fàbrica Sanson                                          | 41° 24′ 10″ N, 2° 02′ 51″ E / 41.402892°N,2.047507°E     | IPA-19212 | Masia Torre Abadal (Sant Feliu de Llobregat) · Vegeu més fotos d'aquest monument · Carregueu una nova foto d'aquest monument                                                     |
| Unió Coral                                                                                          | BCIL 1988    | Noucentisme XX                                       | Sant Feliu de Llobregat Pg. de Bertrand, 13 - Carrer de Pi i Margall, 41                                         | 41° 22′ 54″ N, 2° 02′ 51″ E / 41.3817154°N,2.0474358°E   | IPA-19092 | Unió Coral (Sant Feliu de Llobregat) · Vegeu més fotos d'aquest monument · Carregueu una nova foto d'aquest monument                                                             |
| Edifici de la Creu Roja, abans Residència d'Ernest Claramunt                                        | BCIL 1988    | Eclecticisme XIX                                     | Sant Feliu de Llobregat Pg. de Bertrand, 4 - Carrer de Pi i Margall, 20                                          | 41° 22′ 53″ N, 2° 02′ 52″ E / 41.3813491°N,2.0477999°E   | IPA-19093 | Edifici de la Creu Roja (Sant Feliu de Llobregat) · Vegeu més fotos d'aquest monument · Carregueu una nova foto d'aquest monument                                                |
| Cases Bertrand noves                                                                                | BCIL 1988    | Modernisme XX                                        | Sant Feliu de Llobregat Pg. de Bertrand, 1-11                                                                    | 41° 22′ 52″ N, 2° 02′ 51″ E / 41.3812377°N,2.0474069°E   | IPA-19094 | Cases Bertrand noves (Sant Feliu de Llobregat) · Vegeu més fotos d'aquest monument · Carregueu una nova foto d'aquest monument                                                   |
| Dues cases aparellades Família Mas                                                                  | BCIL 1988    | Modernisme XX                                        | Sant Feliu de Llobregat C. de Carreretes, 10-12                                                                  | 41° 22′ 47″ N, 2° 02′ 41″ E / 41.379778°N,2.044676°E     | IPA-19096 | Dues cases aparellades Família Mas (Sant Feliu de Llobregat) · Vegeu més fotos d'aquest monument · Carregueu una nova foto d'aquest monument                                     |
| Conjunt d'habitatges al passeig Comte Vilardaga, 12-22                                              | BCIL 1988    | Noucentisme XIX-XX                                   | Sant Feliu de Llobregat Pg. del Comte de Vilardaga, 12 a 22                                                      | 41° 23′ 06″ N, 2° 02′ 53″ E / 41.3850528°N,2.048009°E    | IPA-19097 | Conjunt d'habitatges al passeig Comte Vilardaga, 12-24 (Sant Feliu de Llobregat) · Vegeu més fotos d'aquest monument · Carregueu una nova foto d'aquest monument                 |
| Torre Pins d'Or                                                                                     | BCIL 1988    | XIX                                                  | Sant Feliu de Llobregat Pg. del Comte de Vilardaga, 10 - c. de Roses, 13-17                                      | 41° 23′ 05″ N, 2° 02′ 55″ E / 41.384655°N,2.048505°E     | IPA-19099 | Torre Pins d'Or (Sant Feliu de Llobregat) · Vegeu més fotos d'aquest monument · Carregueu una nova foto d'aquest monument                                                        |
| Habitatges al passatge Fargas                                                                       | BCIL 1988    | Obra popular XIX-XX                                  | Sant Feliu de Llobregat Passatge Fargas                                                                          | 41° 23′ 02″ N, 2° 02′ 51″ E / 41.383985°N,2.0474146°E    | IPA-19101 | Habitatges al passatge Fargas (Sant Feliu de Llobregat) · Vegeu més fotos d'aquest monument · Carregueu una nova foto d'aquest monument                                          |
| Banc                                                                                                |              | Modernisme XX Inici                                  | Sant Feliu de Llobregat C. Germans Carreras, dins l'illa de cases del passatge Fargas, mirant a la via del tren. | 41° 23′ 02″ N, 2° 02′ 50″ E / 41.383875°N,2.047250°E     | IPA-19102 | Carregueu una nova foto d'aquest monument |
| Habitatges al carrer de la Constitució                                                              |              | Modernisme, eclecticisme XIX Final                   | Sant Feliu de Llobregat C. de la Constitució (enderrocat)                                                        | 41° 59′ 24″ N, 2° 14′ 29″ E / 41.98995596°N,2.24148017°E | IPA-19105 | Carregueu una nova foto d'aquest monument |
| Fàbrica                                                                                             |              | Modernisme, Art Déco XX Mitjan                       | Sant Feliu de Llobregat C. de la Constitució, 11                                                                 | 41° 23′ 06″ N, 2° 02′ 43″ E / 41.384868°N,2.045321°E     | IPA-19106 | Fàbrica (Sant Feliu de Llobregat) · Vegeu més fotos d'aquest monument · Carregueu una nova foto d'aquest monument                                                                |
| Parc de Can Nadal, El Clos de Can Nadal                                                             |              | Historicisme XX Mitjan                               | Sant Feliu de Llobregat De la plaça de l'Estació al carrer de Dalt                                               | 41° 23′ 00″ N, 2° 02′ 48″ E / 41.383464°N,2.046586°E     | IPA-19107 | Parc de Can Nadal (Sant Feliu de Llobregat) · Vegeu més fotos d'aquest monument · Carregueu una nova foto d'aquest monument                                                      |
| Casa Mommany                                                                                        | BCIL 1988    | Historicisme XIX                                     | Sant Feliu de Llobregat C. de les Creus, 28 - c. d'Eugeni d'Ors                                                  | 41° 22′ 57″ N, 2° 02′ 39″ E / 41.3825701°N,2.0440627°E   | IPA-19110 | Casa Mommany (Sant Feliu de Llobregat) · Vegeu més fotos d'aquest monument · Carregueu una nova foto d'aquest monument                                                           |
| Escola Tramuntana                                                                                   | BCIL 1988    | Noucentisme XX                                       | Sant Feliu de Llobregat C. de Ventura i Gassol, 2 - c. de la Verge de la Salut                                   | 41° 23′ 02″ N, 2° 02′ 38″ E / 41.3839928°N,2.044006°E    | IPA-19111 | Escola Tramuntana (Sant Feliu de Llobregat) · Vegeu més fotos d'aquest monument · Carregueu una nova foto d'aquest monument                                                      |
| Escola Verge de la Salut                                                                            | BCIL 1988    | Eclecticisme XIX                                     | Sant Feliu de Llobregat C. del doctor Fleming - c. de la Constitució - c. de Dalt                                | 41° 23′ 02″ N, 2° 02′ 45″ E / 41.3839809°N,2.0458241°E   | IPA-19112 | Escola Verge de la Salut (Sant Feliu de Llobregat) · Vegeu més fotos d'aquest monument · Carregueu una nova foto d'aquest monument                                               |
| Estació de tren                                                                                     |              | Eclecticisme XX Inici                                | Sant Feliu de Llobregat Pl. de l'Estació, 1                                                                      | 41° 22′ 59″ N, 2° 02′ 52″ E / 41.383078°N,2.047703°E     | IPA-19114 | Estació de tren (Sant Feliu de Llobregat) · Vegeu més fotos d'aquest monument · Carregueu una nova foto d'aquest monument                                                        |
| Can Panyella                                                                                        | BCIL 1988    | Modernisme XX                                        | Sant Feliu de Llobregat C. de l'Església, 7                                                                      | 41° 22′ 50″ N, 2° 02′ 42″ E / 41.3806778°N,2.0450591°E   | IPA-19115 | Can Panyella (Sant Feliu de Llobregat) · Vegeu més fotos d'aquest monument · Carregueu una nova foto d'aquest monument                                                           |
| Habitatge al carrer Eugeni d'Ors                                                                    |              | Noucentisme XX Inici                                 | Sant Feliu de Llobregat C. Eugeni d'Ors (desaparegut)                                                            |                                                          | IPA-19116 | Carregueu una nova foto d'aquest monument |
| Habitatges al carrer Falguera, 32-38                                                                | BCIL 1988    | Obra popular XVII                                    | Sant Feliu de Llobregat C. Falguera, 32-38                                                                       | 41° 22′ 54″ N, 2° 02′ 33″ E / 41.3815658°N,2.042439°E    | IPA-19119 | Habitatges al carrer Falguera, 32-38 (Sant Feliu de Llobregat) · Vegeu més fotos d'aquest monument · Carregueu una nova foto d'aquest monument                                   |
| Can Falguera, Palau Falguera                                                                        | BCIL 1988    | Historicisme XIX                                     | Sant Feliu de Llobregat C. de Falguera, 2-8                                                                      | 41° 22′ 51″ N, 2° 02′ 34″ E / 41.3809298°N,2.0428669°E   | IPA-19122 | Can Falguera (Sant Feliu de Llobregat) · Vegeu més fotos d'aquest monument · Carregueu una nova foto d'aquest monument                                                           |
| Elements de façana al carrer Falguera, 73-75                                                        |              | Art Déco XX                                          | Sant Feliu de Llobregat C. de Falguera, 73-75 (enderrocat)                                                       |                                                          | IPA-19123 | Carregueu una nova foto d'aquest monument |
| Can Maginàs                                                                                         |              | Obra popular XVII                                    | Sant Feliu de Llobregat C. d'Hospitalet, 25                                                                      | 41° 23′ 10″ N, 2° 02′ 31″ E / 41.3861832°N,2.0420364°E   | IPA-19124 | Can Maginàs (Sant Feliu de Llobregat) · Vegeu més fotos d'aquest monument · Carregueu una nova foto d'aquest monument                                                            |
| Casino Santfeliuenc                                                                                 | BCIL 1988    | Eclecticisme XIX                                     | Sant Feliu de Llobregat C. de Joan Batllori, 6 - ctra. de Laureà Miró                                            | 41° 22′ 54″ N, 2° 02′ 40″ E / 41.3816806°N,2.0443269°E   | IPA-19126 | Casino Santfeliuenc (Sant Feliu de Llobregat) · Vegeu més fotos d'aquest monument · Carregueu una nova foto d'aquest monument                                                    |
| Cases aparellades Joan Rovira                                                                       | BCIL 1988    | Obra popular, Art Déco XX                            | Sant Feliu de Llobregat C. de Bertrand, 17-19                                                                    | 41° 22′ 55″ N, 2° 02′ 51″ E / 41.3820136°N,2.0475511°E   | IPA-19131 | Cases aparellades Joan Rovira (Sant Feliu de Llobregat) · Vegeu més fotos d'aquest monument · Carregueu una nova foto d'aquest monument                                          |
| Villa Dora                                                                                          |              | Modernisme, noucentisme XX Inici                     | Sant Feliu de Llobregat C. Carcereny i Tristany, 10                                                              | 41° 22′ 59″ N, 2° 02′ 35″ E / 41.383056°N,2.042931°E     | IPA-19132 | Villa Dora (Sant Feliu de Llobregat) · Vegeu més fotos d'aquest monument · Carregueu una nova foto d'aquest monument                                                             |
| Edifici al carrer Constitució                                                                       |              | Noucentisme XX                                       | Sant Feliu de Llobregat C. Constitució (enderrocat)                                                              |                                                          | IPA-19133 | Carregueu una nova foto d'aquest monument |
| Habitatge al carrer Constitució, 9                                                                  | BCIL 1988    | Noucentisme XX                                       | Sant Feliu de Llobregat C. Constitució, 9                                                                        | 41° 23′ 05″ N, 2° 02′ 43″ E / 41.384788°N,2.0453937°E    | IPA-19134 | Habitatge al carrer Constitució, 9 (Sant Feliu de Llobregat) · Vegeu més fotos d'aquest monument · Carregueu una nova foto d'aquest monument                                     |
| Habitatge al carrer de les Creus, 33                                                                | BCIL 1988    | Noucentisme XX                                       | Sant Feliu de Llobregat C. Creus, 33                                                                             | 41° 22′ 57″ N, 2° 02′ 37″ E / 41.3824395°N,2.0435265°E   | IPA-19135 | Habitatge al carrer de les Creus, 33 (Sant Feliu de Llobregat) · Vegeu més fotos d'aquest monument · Carregueu una nova foto d'aquest monument                                   |
| Casa Ramon Baleta                                                                                   | BCIL 1988    | Noucentisme XX                                       | Sant Feliu de Llobregat C. de Joan Maragall, 87-89                                                               | 41° 22′ 49″ N, 2° 02′ 53″ E / 41.3801992°N,2.0481755°E   | IPA-19136 | Casa Ramon Baleta (Sant Feliu de Llobregat) · Vegeu més fotos d'aquest monument · Carregueu una nova foto d'aquest monument                                                      |
| Habitatge al carrer Joan Maragall, 90-102                                                           | BCIL 1988    | Noucentisme, modernisme XX                           | Sant Feliu de Llobregat C. de Joan Maragall, 90-102                                                              | 41° 22′ 48″ N, 2° 02′ 56″ E / 41.3799255°N,2.0488372°E   | IPA-19137 | Habitatge al carrer Joan Maragall, 90-102 (Sant Feliu de Llobregat) · Vegeu més fotos d'aquest monument · Carregueu una nova foto d'aquest monument                              |
| Casa de veïns de Josep Colominas                                                                    | BCIL 1988    | Modernisme XX                                        | Sant Feliu de Llobregat C. de Joan Maragall, 110                                                                 | 41° 22′ 48″ N, 2° 02′ 58″ E / 41.3799574°N,2.0494347°E   | IPA-19138 | Casa de veïns de Josep Colominas (Sant Feliu de Llobregat) · Vegeu més fotos d'aquest monument · Carregueu una nova foto d'aquest monument                                       |
| Habitatges al carrer Joan Maragall, 136-140                                                         | BCIL 1988    | Eclecticisme XIX-XX                                  | Sant Feliu de Llobregat C. de Joan Maragall, 136-140                                                             | 41° 22′ 48″ N, 2° 03′ 01″ E / 41.3799375°N,2.050296°E    | IPA-19139 | Habitatges al carrer Joan Maragall, 136-140 (Sant Feliu de Llobregat) · Vegeu més fotos d'aquest monument · Carregueu una nova foto d'aquest monument                            |
| Torre del Roser                                                                                     | BCIL 1988    | Historicisme XIX                                     | Sant Feliu de Llobregat C. de Sant Joan XXIII, 16                                                                | 41° 22′ 59″ N, 2° 02′ 56″ E / 41.3830345°N,2.0490191°E   | IPA-19140 | Torre del Roser (Sant Feliu de Llobregat) · Vegeu més fotos d'aquest monument · Carregueu una nova foto d'aquest monument                                                        |
| Mercat Vell                                                                                         | BCIL 1988    | Arquitectura del ferro XIX                           | Sant Feliu de Llobregat C. de Josep M. Molina, 21 - c. de Falguera - c. de Pou de Sant Pere                      | 41° 22′ 50″ N, 2° 02′ 37″ E / 41.380553°N,2.043651°E     | IPA-19141 | Mercat Vell (Sant Feliu de Llobregat) · Vegeu més fotos d'aquest monument · Carregueu una nova foto d'aquest monument                                                            |
| Conjunt de xalets dels Marquesos de Monistrol                                                       |              | Noucentisme XX                                       | Sant Feliu de Llobregat C. Montejurra, 17-31 (desapareguts)                                                      | 41° 22′ 47″ N, 2° 03′ 11″ E / 41.37968°N,2.05319°E       | IPA-19142 | Carregueu una nova foto d'aquest monument |
| Casa de veïns de Ramon Puig i Carme Carsi                                                           | BCIL 1988    | Modernisme XX                                        | Sant Feliu de Llobregat Ctra. de Laureà Miró, 64-66                                                              | 41° 22′ 46″ N, 2° 02′ 55″ E / 41.3793658°N,2.0486899°E   | IPA-19143 | Casa de veïns de Ramon Puig i Carme Carsi (Sant Feliu de Llobregat) · Vegeu més fotos d'aquest monument · Carregueu una nova foto d'aquest monument                              |
| Cal Bausili                                                                                         | BCIL 1988    | Art Déco XX                                          | Sant Feliu de Llobregat Ctra. de Laureà Miró, 163                                                                | 41° 22′ 48″ N, 2° 02′ 45″ E / 41.3800359°N,2.0458578°E   | IPA-19144 | Cal Bausili (Sant Feliu de Llobregat) · Vegeu més fotos d'aquest monument · Carregueu una nova foto d'aquest monument                                                            |
| Habitatge al carrer Laureà Miró, 278-280                                                            | BCIL 1988    | Modernisme XX                                        | Sant Feliu de Llobregat Ctra. Laureà Miró, 278-280                                                               | 41° 22′ 57″ N, 2° 02′ 32″ E / 41.3825187°N,2.0422098°E   | IPA-19145 | Habitatge al carrer Laureà Miró, 278-280 (Sant Feliu de Llobregat) · Vegeu més fotos d'aquest monument · Carregueu una nova foto d'aquest monument                               |
| Habitatge al carrer Laureà Miró, 265                                                                | BCIL 1988    | Noucentisme XX                                       | Sant Feliu de Llobregat C. Laureà Miró, 265                                                                      | 41° 22′ 58″ N, 2° 02′ 33″ E / 41.3826911°N,2.0423627°E   | IPA-19146 | Habitatge al carrer Laureà Miró, 265 (Sant Feliu de Llobregat) · Vegeu més fotos d'aquest monument · Carregueu una nova foto d'aquest monument                                   |
| Habitatge al carrer Laureà Miró, 271                                                                | BCIL 1988    | Noucentisme XX                                       | Sant Feliu de Llobregat C. Laureà Miró, 271                                                                      | 41° 22′ 59″ N, 2° 02′ 32″ E / 41.3830316°N,2.0421544°E   | IPA-19147 | Habitatge al carrer Laureà Miró, 271 (Sant Feliu de Llobregat) · Vegeu més fotos d'aquest monument · Carregueu una nova foto d'aquest monument                                   |
| Habitatge al carrer Laureà Miró, 29                                                                 |              | Modernisme XX                                        | Sant Feliu de Llobregat C. Laureà Miró, 29 (desaparegut)                                                         | 41° 22′ 47″ N, 2° 03′ 01″ E / 41.379622°N,2.050234°E     | IPA-19148 | Carregueu una nova foto d'aquest monument |
| Habitatge al carrer Laureà Miró, 31                                                                 |              | Noucentisme XX                                       | Sant Feliu de Llobregat C. Laureà Miró, 31                                                                       | 41° 22′ 47″ N, 2° 03′ 00″ E / 41.379602°N,2.049966°E     | IPA-19149 | Habitatge al carrer Laureà Miró, 31 (Sant Feliu de Llobregat) · Vegeu més fotos d'aquest monument · Carregueu una nova foto d'aquest monument                                    |
| Casa Joan Prats                                                                                     |              | Modernisme XX                                        | Sant Feliu de Llobregat C. Laureà Miró, 51                                                                       | 41° 22′ 47″ N, 2° 02′ 57″ E / 41.379614°N,2.049260°E     | IPA-19150 | Casa Joan Prats (Sant Feliu de Llobregat) · Vegeu més fotos d'aquest monument · Carregueu una nova foto d'aquest monument                                                        |
| Habitatge al carrer Laureà Miró, 102                                                                | BCIL 1988    | Modernisme XX                                        | Sant Feliu de Llobregat C. Laureà Miró, 102                                                                      | 41° 22′ 46″ N, 2° 02′ 49″ E / 41.3794061°N,2.047027°E    | IPA-19153 | Habitatge al carrer Laureà Miró, 102 (Sant Feliu de Llobregat) · Vegeu més fotos d'aquest monument · Carregueu una nova foto d'aquest monument                                   |
| Habitatge unifamiliar al carrer Laureà Miró, 58                                                     | BCIL 1988    | Noucentisme XX                                       | Sant Feliu de Llobregat Ctra. de Laureà Miró, 58                                                                 | 41° 22′ 46″ N, 2° 02′ 56″ E / 41.3793866°N,2.0490245°E   | IPA-19154 | Habitatge unifamiliar al carrer Laureà Miró, 58 (Sant Feliu de Llobregat) · Vegeu més fotos d'aquest monument · Carregueu una nova foto d'aquest monument                        |
| Cases M. Castellbell i Germans Lledó                                                                |              | Noucentisme XX                                       | Sant Feliu de Llobregat c. Santiago Rusiñol, c. Germans Lladó                                                    | 41° 22′ 50″ N, 2° 03′ 04″ E / 41.380417°N,2.051158°E     | IPA-19155 | Carregueu una nova foto d'aquest monument |
| Cal Pep de les Oques, o Can Calders, Casa de Josep Mallol Albareda                                  | BCIL 1988    | Noucentisme XIX-XX                                   | Sant Feliu de Llobregat Rambla de la Marquesa de Castellbell, 79                                                 | 41° 23′ 09″ N, 2° 02′ 53″ E / 41.3859535°N,2.0479959°E   | IPA-19156 | Can Calders (Sant Feliu de Llobregat) · Vegeu més fotos d'aquest monument · Carregueu una nova foto d'aquest monument                                                            |
| Casa de veïns d'Antoni Prats                                                                        | BCIL 1988    | Obra popular XX                                      | Sant Feliu de Llobregat Rambla de la Marquesa de Castellbell, 15                                                 | 41° 22′ 50″ N, 2° 03′ 06″ E / 41.3804355°N,2.0517°E      | IPA-19157 | Casa de veïns d'Antoni Prats (Sant Feliu de Llobregat) · Vegeu més fotos d'aquest monument · Carregueu una nova foto d'aquest monument                                           |
| Casa a la rambla Marquesa de Castellbell, 13                                                        | BCIL 1988    | Modernisme, noucentisme XX                           | Sant Feliu de Llobregat Rambla de la Marquesa de Castellbell, 13                                                 | 41° 22′ 49″ N, 2° 03′ 07″ E / 41.380347°N,2.0518926°E    | IPA-19158 | Casa a la rambla Marquesa de Castellbell, 13 (Sant Feliu de Llobregat) · Vegeu més fotos d'aquest monument · Carregueu una nova foto d'aquest monument                           |
| Palau Municipal d'Esports                                                                           |              | Darreres tendències XX Final                         | Sant Feliu de Llobregat Rbla. Marquesa de Castellbell, 17-35 - c. Santiago Russinyol                             | 41° 22′ 52″ N, 2° 03′ 05″ E / 41.381036°N,2.051321°E     | IPA-19159 | Palau Municipal d'Esports (Sant Feliu de Llobregat) · Vegeu més fotos d'aquest monument · Carregueu una nova foto d'aquest monument                                              |
| Casa al carrer del Mercat                                                                           |              | Modernisme, Art Déco XX Inici                        | Sant Feliu de Llobregat C. del Mercat                                                                            |                                                          | IPA-19160 | Carregueu una nova foto d'aquest monument |
| Cases d'en Molins                                                                                   | BCIL 1988    | Noucentisme, modernisme XX                           | Sant Feliu de Llobregat C. de Jacint Verdaguer, 17-27                                                            | 41° 22′ 52″ N, 2° 02′ 59″ E / 41.3811301°N,2.0496449°E   | IPA-19161 | Cases d'en Molins · Vegeu més fotos d'aquest monument · Carregueu una nova foto d'aquest monument                                                                                |
| Cases de Joan Batllori                                                                              |              | Modernisme XX Inici                                  | Sant Feliu de Llobregat Pl. de l'Exèrcit, 2 - pg. de Nadal, 30                                                   | 41° 22′ 57″ N, 2° 02′ 51″ E / 41.382617°N,2.047590°E     | IPA-19162 | Cases de Joan Batllori (Sant Feliu de Llobregat) · Vegeu més fotos d'aquest monument · Carregueu una nova foto d'aquest monument                                                 |
| Torre Francesc Serra                                                                                | BCIL 1988    | Noucentisme XX                                       | Sant Feliu de Llobregat Pg. de Nadal, 1 B                                                                        | 41° 22′ 57″ N, 2° 02′ 45″ E / 41.3823947°N,2.0457157°E   | IPA-19163 | Torre Francesc Serra (Sant Feliu de Llobregat) · Vegeu més fotos d'aquest monument · Carregueu una nova foto d'aquest monument                                                   |
| Torre Francesc Folch, Cal Berna                                                                     | BCIL 1988    | Eclecticisme XX                                      | Sant Feliu de Llobregat C. de Vidal i Ribas, 27 - pg. de Nadal, 20                                               | 41° 22′ 57″ N, 2° 02′ 48″ E / 41.382421°N,2.0467199°E    | IPA-19164 | Torre Francesc Folch (Sant Feliu de Llobregat) · Vegeu més fotos d'aquest monument · Carregueu una nova foto d'aquest monument                                                   |
| Dependències antiga finca Torreblanca                                                               |              | Eclecticisme XX Inici                                | Sant Feliu de Llobregat                                                                                          |                                                          | IPA-19173 | Carregueu una nova foto d'aquest monument |
| Capella de Sant Antoni de Pàdua                                                                     |              | Obra popular XVIII                                   | Sant Feliu de Llobregat Pg. dels Pins, 2. Riera de la Salut                                                      | 41° 23′ 07″ N, 2° 02′ 38″ E / 41.385371°N,2.044010°E     | IPA-19176 | Capella de Sant Antoni de Pàdua (Sant Feliu de Llobregat) · Vegeu més fotos d'aquest monument · Carregueu una nova foto d'aquest monument                                        |
| Capella del cementiri de Sant Feliu de Llobregat                                                    |              | Historicisme Miquel Pasqual i Tintoré XIX (1890)     | Sant Feliu de Llobregat C. Marquesa de Castellbell                                                               | 41° 23′ 20″ N, 2° 02′ 49″ E / 41.388801°N,2.047010°E     | IPA-19177 | Capella del cementiri de Sant Feliu de Llobregat · Vegeu més fotos d'aquest monument · Carregueu una nova foto d'aquest monument                                                 |
| Cases Bertrand, conjunt de cases unifamiliars                                                       | BCIL 1988    | Obra popular XIX                                     | Sant Feliu de Llobregat C. de Santa Maria i c. de Sant Antoni                                                    | 41° 22′ 46″ N, 2° 02′ 38″ E / 41.3794893°N,2.0440241°E   | IPA-19178 | Cases Bertrand (Sant Feliu de Llobregat) · Vegeu més fotos d'aquest monument · Carregueu una nova foto d'aquest monument                                                         |
| Dues cases aparellades Família Costa                                                                | BCIL 1988    | Modernisme XX                                        | Sant Feliu de Llobregat C. de Torras i Bages, 28-30                                                              | 41° 22′ 51″ N, 2° 02′ 50″ E / 41.3807852°N,2.0471504°E   | IPA-19179 | Dues cases aparellades Família Costa (Sant Feliu de Llobregat) · Vegeu més fotos d'aquest monument · Carregueu una nova foto d'aquest monument                                   |
| Habitatge al carrer Sant Llorenç, 18                                                                |              | Noucentisme, obra popular XX Inici                   | Sant Feliu de Llobregat C. Sant Llorenç, 18 (desaparegut)                                                        | 41° 22′ 51″ N, 2° 02′ 56″ E / 41.380718°N,2.048945°E     | IPA-19181 | Habitatge al carrer Sant Llorenç, 18 (Sant Feliu de Llobregat) · Vegeu més fotos d'aquest monument · Carregueu una nova foto d'aquest monument                                   |
| Ajuntament, Casa de la Vila                                                                         | BCIL 1988    | Eclecticisme XX                                      | Sant Feliu de Llobregat Pl. de la Vila, 1                                                                        | 41° 22′ 51″ N, 2° 02′ 42″ E / 41.3809285°N,2.0448761°E   | IPA-19182 | Ajuntament (Sant Feliu de Llobregat) · Vegeu més fotos d'aquest monument · Carregueu una nova foto d'aquest monument                                                             |
| Casa Cahué, o Casa Bonaventura Raspall                                                              | BCIL 1988    | Noucentisme XX                                       | Sant Feliu de Llobregat C. de Vidal i Ribas, 36-38 - pg. de Nadal, 22                                            | 41° 22′ 57″ N, 2° 02′ 50″ E / 41.3825236°N,2.047149°E    | IPA-19183 | Casa Cahué (Sant Feliu de Llobregat) · Vegeu més fotos d'aquest monument · Carregueu una nova foto d'aquest monument                                                             |
| Can Ricart                                                                                          | BCIL 1988    | Obra popular XIX                                     | Sant Feliu de Llobregat C. de la Rectoria, 4-6 - pl. de Lluís Companys                                           | 41° 22′ 53″ N, 2° 02′ 43″ E / 41.3814547°N,2.0453348°E   | IPA-19184 | Can Ricart (Sant Feliu de Llobregat) · Vegeu més fotos d'aquest monument · Carregueu una nova foto d'aquest monument                                                             |
| Cal Doctor Martí                                                                                    | BCIL 1988    | Eclecticisme XIX, XX                                 | Sant Feliu de Llobregat C. de Vidal i Ribas, 6 - c. de Pi i Margall, 14                                          | 41° 22′ 52″ N, 2° 02′ 50″ E / 41.3812355°N,2.0471438°E   | IPA-19185 | Cal Doctor Martí (Sant Feliu de Llobregat) · Vegeu més fotos d'aquest monument · Carregueu una nova foto d'aquest monument                                                       |
| Torre Victòria                                                                                      | BCIL 1988    | Noucentisme XX                                       | Sant Feliu de Llobregat Rambla de la Marquesa de Castellbell, 80                                                 | 41° 23′ 07″ N, 2° 02′ 58″ E / 41.3852266°N,2.0494178°E   | IPA-19186 | Torre Victòria (Sant Feliu de Llobregat) · Vegeu més fotos d'aquest monument · Carregueu una nova foto d'aquest monument                                                         |
| Pisos Bertrand                                                                                      | BCIL 1988    | Art Déco XX                                          | Sant Feliu de Llobregat Ctra. de Laureà Miró, 80-96 (façanes); passatge Sant Joan (pati interior)                | 41° 22′ 45″ N, 2° 02′ 50″ E / 41.3792189°N,2.0472689°E   | IPA-19187 | Pisos Bertrand (Sant Feliu de Llobregat) · Vegeu més fotos d'aquest monument · Carregueu una nova foto d'aquest monument                                                         |
| Can Carbonell                                                                                       | BCIL 1988    | Noucentisme XX                                       | Sant Feliu de Llobregat C. de Joan Batllori, 8-10                                                                | 41° 22′ 54″ N, 2° 02′ 41″ E / 41.3817825°N,2.0446722°E   | IPA-19188 | Can Carbonell (Sant Feliu de Llobregat) · Vegeu més fotos d'aquest monument · Carregueu una nova foto d'aquest monument                                                          |
| Fàbrica Solà i Sert                                                                                 |              | Noucentisme, obra popular XX Inici                   | Sant Feliu de Llobregat Riera Païssa                                                                             |                                                          | IPA-19189 | Carregueu una nova foto d'aquest monument |
| Antiga Fàbrica de Sedes Bertrand                                                                    |              | Obra popular XX Inici                                | Sant Feliu de Llobregat Ctra. de Laureà Miró, c. de Carreretes, c. d'Armenteres, riera de Pahïssa                | 41° 22′ 43″ N, 2° 02′ 44″ E / 41.378502°N,2.045569°E     | IPA-19190 | Antiga Fàbrica de Sedes Bertrand (Sant Feliu de Llobregat) · Vegeu més fotos d'aquest monument · Carregueu una nova foto d'aquest monument                                       |
| Fàbrica de Pell Bertrand                                                                            |              | Obra popular XX Inici                                | Sant Feliu de Llobregat Recinte industrial Bertrand                                                              |                                                          | IPA-19191 | Carregueu una nova foto d'aquest monument |
| Habitatge al carrer Joan Batllori, 13                                                               | BCIL 1988    | Obra popular XX                                      | Sant Feliu de Llobregat C. de Joan Batllori, 13                                                                  | 41° 22′ 54″ N, 2° 02′ 40″ E / 41.3817893°N,2.044409°E    | IPA-19192 | Habitatge al carrer Joan Batllori, 13 (Sant Feliu de Llobregat) · Vegeu més fotos d'aquest monument · Carregueu una nova foto d'aquest monument                                  |
| Antic escorxador municipal, actual Piscina Olímpica                                                 | BCIL 1988    | Obra popular XX                                      | Sant Feliu de Llobregat C. de Santiago Ramón y Cajal - Riera de la Font                                          | 41° 22′ 44″ N, 2° 02′ 27″ E / 41.3788511°N,2.0409362°E   | IPA-19193 | Antic escorxador municipal (Sant Feliu de Llobregat) · Vegeu més fotos d'aquest monument · Carregueu una nova foto d'aquest monument                                             |
| Font                                                                                                |              | Obra popular XX                                      | Sant Feliu de Llobregat Davant la capella de Sant Antoni a Can Lloberes (enderrocada)                            |                                                          | IPA-19196 | Carregueu una nova foto d'aquest monument |
| Cementiri                                                                                           |              | Obra popular XX Mitjan                               | Sant Feliu de Llobregat Riera de la Salut                                                                        | 41° 23′ 18″ N, 2° 02′ 49″ E / 41.388323°N,2.046969°E     | IPA-19197 | Cementiri (Sant Feliu de Llobregat) · Vegeu més fotos d'aquest monument · Carregueu una nova foto d'aquest monument                                                              |
| Panteons del cementiri de Sant Feliu de Llobregat                                                   | BCIL 1988    | Historicisme XIX                                     | Sant Feliu de Llobregat Cementiri                                                                                | 41° 23′ 18″ N, 2° 02′ 49″ E / 41.388313°N,2.046849°E     | IPA-19198 | Panteons del cementiri de Sant Feliu de Llobregat · Vegeu més fotos d'aquest monument · Carregueu una nova foto d'aquest monument                                                |
| Oficines Hispano-Suiza i antic edifici d'Hisenda                                                    | BCIL 1988    | Art Déco XX                                          | Sant Feliu de Llobregat Ctra. Laureà Miró, 309                                                                   | 41° 23′ 03″ N, 2° 02′ 30″ E / 41.3841448°N,2.0417075°E   | IPA-19199 | Oficines Hispano-Suiza (Sant Feliu de Llobregat) · Vegeu més fotos d'aquest monument · Carregueu una nova foto d'aquest monument                                                 |
| Torre del Bisbe, Torre de Baix                                                                      | BCIL 1988    | Obra popular XVI, XIX                                | Sant Feliu de Llobregat Vall de Santa Creu - Can Parellada                                                       | 41° 24′ 22″ N, 2° 04′ 03″ E / 41.406010°N,2.067419°E     | IPA-19200 | Torre del Bisbe (Sant Feliu de Llobregat) · Vegeu més fotos d'aquest monument · Carregueu una nova foto d'aquest monument                                                        |
| Ca n'Albareda                                                                                       | BCIL 1988    | Obra popular XVII                                    | Sant Feliu de Llobregat Vessant del Puig d'Olorda                                                                | 41° 23′ 59″ N, 2° 02′ 32″ E / 41.3996593°N,2.0421615°E   | IPA-19201 | Masia Ca n'Albareda (Sant Feliu de Llobregat) · Vegeu més fotos d'aquest monument · Carregueu una nova foto d'aquest monument                                                    |
| Ateneu Santfeliuenc                                                                                 | BCIL 1988    | Modernisme XIX                                       | Sant Feliu de Llobregat C. de Vidal i Ribas, 23-25                                                               | 41° 22′ 56″ N, 2° 02′ 48″ E / 41.3821874°N,2.0467951°E   | IPA-19202 | Ateneu Santfeliuenc (Sant Feliu de Llobregat) · Vegeu més fotos d'aquest monument · Carregueu una nova foto d'aquest monument                                                    |
| Casa unifamiliar de Josefa Serra de Molins al carrer Vidal i Ribas                                  | BCIL 1988    | Modernisme XX                                        | Sant Feliu de Llobregat C. de Vidal i Ribas, 4                                                                   | 41° 22′ 52″ N, 2° 02′ 49″ E / 41.3810263°N,2.0468957°E   | IPA-19203 | Casa unifamiliar de Josefa Serra de Molins al carrer Vidal i Ribas (Sant Feliu de Llobregat) · Vegeu més fotos d'aquest monument · Carregueu una nova foto d'aquest monument     |
| Casa de Josefa Serra de Molins                                                                      | BCIL 1988    | Modernisme Gabriel Borrell i Cardona XX (1918, 1920) | Sant Feliu de Llobregat C. de Vidal i Ribas, 2 - c. de Torras i Bages                                            | 41° 22′ 51″ N, 2° 02′ 49″ E / 41.3809633°N,2.0468967°E   | IPA-19204 | Casa de Josefa Serra de Molins (Sant Feliu de Llobregat) · Vegeu més fotos d'aquest monument · Carregueu una nova foto d'aquest monument                                         |
| Latoneria de J. Ribas i Cañameras                                                                   | BCIL 1988    | Eclecticisme XX                                      | Sant Feliu de Llobregat C. de Sant Llorenç, 25-27                                                                | 41° 22′ 51″ N, 2° 02′ 56″ E / 41.3808543°N,2.0489672°E   | IPA-19205 | Latoneria de J. Ribas i Cañameras (Sant Feliu de Llobregat) · Vegeu més fotos d'aquest monument · Carregueu una nova foto d'aquest monument                                      |
| Església de Sant Llorenç                                                                            | BCIL 2017    | Historicisme XX Mitjan                               | Sant Feliu de Llobregat Pl. de la Vila - c. Pi i Margall, 4                                                      | 41° 22′ 51″ N, 2° 02′ 46″ E / 41.380798°N,2.046027°E     | IPA-19207 | Església de Sant Llorenç (Sant Feliu de Llobregat) · Vegeu més fotos d'aquest monument · Carregueu una nova foto d'aquest monument                                               |
| Granja Grané, o Jané                                                                                | BCIL 1988    | Gòtic, obra popular XIV-XV                           | Sant Feliu de Llobregat Pl. Lluís Companys, darrera de l'Ateneu                                                  | 41° 22′ 53″ N, 2° 02′ 45″ E / 41.3813509°N,2.0458506°E   | IPA-19208 | Masia Granja Jané (Sant Feliu de Llobregat) · Vegeu més fotos d'aquest monument · Carregueu una nova foto d'aquest monument                                                      |
| Habitatge a la plaça de la Vila                                                                     |              | Obra popular XX Mitjan                               | Sant Feliu de Llobregat Pl. de la Vila, 12                                                                       | 41° 22′ 51″ N, 2° 02′ 43″ E / 41.380735°N,2.045409°E     | IPA-19209 | Habitatge a la plaça de la Vila, 12 (Sant Feliu de Llobregat) · Vegeu més fotos d'aquest monument · Carregueu una nova foto d'aquest monument                                    |
| Masia de la Gleva                                                                                   | BCIL 1988    | Obra popular XV                                      | Sant Feliu de Llobregat Conjunt Ermites de la Salut                                                              | 41° 23′ 43″ N, 2° 03′ 26″ E / 41.395307°N,2.057214°E     | IPA-19214 | Masia de la Gleva (Sant Feliu de Llobregat) · Vegeu més fotos d'aquest monument · Carregueu una nova foto d'aquest monument                                                      |
| Ermita i Santuari de La Salut                                                                       |              | Obra popular XVIII                                   | Sant Feliu de Llobregat Entorn a la riera de la Salut                                                            | 41° 23′ 44″ N, 2° 03′ 26″ E / 41.395514°N,2.057211°E     | IPA-19215 | Ermita i Santuari de la Salut (Sant Feliu de Llobregat) · Vegeu més fotos d'aquest monument · Carregueu una nova foto d'aquest monument                                          |
| Les Franceses: Ca l'Erasme de Gònima i Residència d'avis de Santa Teresa                            | BCIL 1988    | Obra popular, noucentisme XVIII Final, XX Inici      | Sant Feliu de Llobregat C. d'Armenteres, 35-39                                                                   | 41° 22′ 33″ N, 2° 02′ 45″ E / 41.3758°N,2.045782°E       | IPA-35961 | Les Franceses (Sant Feliu de Llobregat) · Vegeu més fotos d'aquest monument · Carregueu una nova foto d'aquest monument                                                          |
| Conjunt d'habitatges de Josefa Serra de Molins al carrer Joan Batllori                              | BCIL 1988    | Obra popular XX                                      | Sant Feliu de Llobregat C. de Joan Batllori 15-19                                                                | 41° 22′ 55″ N, 2° 02′ 41″ E / 41.3818539°N,2.0445875°E   | IPA-35997 | Conjunt d'habitatges de Josefa Serra de Molins al carrer Joan Batllori (Sant Feliu de Llobregat) · Vegeu més fotos d'aquest monument · Carregueu una nova foto d'aquest monument |
| Casa Eulàlia Ollé (vídua Donadoni)                                                                  | BCIL 1988    | Obra popular XX                                      | Sant Feliu de Llobregat Pg. de Bertrand, 21-25                                                                   | 41° 22′ 56″ N, 2° 02′ 52″ E / 41.3821496°N,2.0476687°E   | IPA-35999 | Casa Eulàlia Ollé (vídua Donadoni) (Sant Feliu de Llobregat) · Vegeu més fotos d'aquest monument · Carregueu una nova foto d'aquest monument                                     |
| Habitatge al passeig Bertrand, 27                                                                   | BCIL 1988    | Obra popular XIX-XX                                  | Sant Feliu de Llobregat Pg. Bertrand, 27                                                                         | 41° 22′ 56″ N, 2° 02′ 52″ E / 41.3822585°N,2.0477628°E   | IPA-36000 | Habitatge al passeig Bertrand, 27 (Sant Feliu de Llobregat) · Vegeu més fotos d'aquest monument · Carregueu una nova foto d'aquest monument                                      |
| Comissaria de Policia                                                                               | BCIL 1988    | Obra popular XIX-XX                                  | Sant Feliu de Llobregat C. Carreretes, 9-11                                                                      | 41° 22′ 47″ N, 2° 02′ 42″ E / 41.3796045°N,2.0448835°E   | IPA-36001 | Comissaria de Policia (Sant Feliu de Llobregat) · Vegeu més fotos d'aquest monument · Carregueu una nova foto d'aquest monument                                                  |
| Habitatges al carrer Falguera, 40-58                                                                | BCIL 1988    | Obra popular XVIII                                   | Sant Feliu de Llobregat C. Falguera, 40-58                                                                       | 41° 22′ 55″ N, 2° 02′ 32″ E / 41.3819334°N,2.0422303°E   | IPA-36004 | Habitatges al carrer Falguera, 40-58 (Sant Feliu de Llobregat) · Vegeu més fotos d'aquest monument · Carregueu una nova foto d'aquest monument                                   |
| Taller industrial al carrer Falguera, 90                                                            | BCIL 1988    | Obra popular XX                                      | Sant Feliu de Llobregat C. Falguera, 90                                                                          | 41° 22′ 58″ N, 2° 02′ 29″ E / 41.382837°N,2.0414995°E    | IPA-36005 | Taller industrial al carrer Falguera, 90 (Sant Feliu de Llobregat) · Vegeu més fotos d'aquest monument · Carregueu una nova foto d'aquest monument                               |
| Habitatge a la carretera Laureà Miró, 4-6                                                           | BCIL 1988    | Noucentisme XX                                       | Sant Feliu de Llobregat Ctra. Laureà Miró, 4-6                                                                   | 41° 22′ 46″ N, 2° 03′ 05″ E / 41.379402°N,2.051262°E     | IPA-36007 | Habitatge a la carretera Laureà Miró, 4-6 (Sant Feliu de Llobregat) · Vegeu més fotos d'aquest monument · Carregueu una nova foto d'aquest monument                              |
| Habitatge a la carretera Laureà Miró, 242 - Batista, 1                                              | BCIL 1988    | Noucentisme XX                                       | Sant Feliu de Llobregat Ctra. Laureà Miró, 242 - c. Batista, 1                                                   | 41° 22′ 54″ N, 2° 02′ 35″ E / 41.3817334°N,2.0430943°E   | IPA-36008 | Habitatge a la carretera Laureà Miró, 242 - Batista, 1 (Sant Feliu de Llobregat) · Vegeu més fotos d'aquest monument · Carregueu una nova foto d'aquest monument                 |
| Torre de Cal Notari                                                                                 | BCIL 1988    | Obra popular XIX-XX                                  | Sant Feliu de Llobregat Ctra. Laureà Miró, 330 - c. Falguera, 117                                                | 41° 23′ 02″ N, 2° 02′ 29″ E / 41.3838537°N,2.041365°E    | IPA-36009 | Torre de Cal Notari (Sant Feliu de Llobregat) · Vegeu més fotos d'aquest monument · Carregueu una nova foto d'aquest monument                                                    |
| Habitatge a la rambla Marquesa de Castellbell, 78                                                   | BCIL 1988    | Obra popular XIX-XX                                  | Sant Feliu de Llobregat Rambla de la Marquesa de Castellbell, 78                                                 | 41° 23′ 06″ N, 2° 02′ 58″ E / 41.3850381°N,2.0494923°E   | IPA-36010 | Habitatge a la rambla Marquesa de Castellbell, 78 (Sant Feliu de Llobregat) · Vegeu més fotos d'aquest monument · Carregueu una nova foto d'aquest monument                      |
| Casa Josep Aguadé, actual Sindicat agrícola                                                         | BCIL 1988    | Eclecticisme XIX-XX                                  | Sant Feliu de Llobregat Pg. de Nadal, 28                                                                         | 41° 22′ 57″ N, 2° 02′ 51″ E / 41.3826068°N,2.0473989°E   | IPA-36012 | Casa Josep Aguadé (Sant Feliu de Llobregat) · Vegeu més fotos d'aquest monument · Carregueu una nova foto d'aquest monument                                                      |
| Taller Escola Sant Miquel                                                                           | BCIL 1988    | Eclecticisme XIX-XX                                  | Sant Feliu de Llobregat Riera de Pahissa, 3                                                                      | 41° 22′ 33″ N, 2° 02′ 44″ E / 41.3757647°N,2.0456572°E   | IPA-36016 | Carregueu una nova foto d'aquest monument |
| Torre Corzana                                                                                       | BCIL 1988    | Obra popular XIX-XX                                  | Sant Feliu de Llobregat C. Baix Llobregat, 20 - c. de les Roses, 31                                              | 41° 23′ 07″ N, 2° 03′ 04″ E / 41.3852856°N,2.0511033°E   | IPA-36017 | Torre Corzana (Sant Feliu de Llobregat) · Vegeu més fotos d'aquest monument · Carregueu una nova foto d'aquest monument                                                          |
| Habitatge al carrer de les Creus, 5                                                                 | BCIL 1988    | Obra popular XIX-XX                                  | Sant Feliu de Llobregat C. de les Creus, 5                                                                       | 41° 22′ 57″ N, 2° 02′ 41″ E / 41.3824397°N,2.0446267°E   | IPA-36019 | Habitatge al carrer de les Creus, 5 (Sant Feliu de Llobregat) · Vegeu més fotos d'aquest monument · Carregueu una nova foto d'aquest monument                                    |
| Villa Conchita, abans Villa Celes, i Villa Adela                                                    | BCIL 1988    | Noucentisme XX                                       | Sant Feliu de Llobregat Pg. de Jacint Verdaguer, 11-13                                                           | 41° 22′ 51″ N, 2° 03′ 00″ E / 41.3808987°N,2.0499831°E   | IPA-36020 | Villa Conchita i Villa Adela (Sant Feliu de Llobregat) · Vegeu més fotos d'aquest monument · Carregueu una nova foto d'aquest monument                                           |
| Habitatge al carrer Jacint Verdaguer, 15                                                            | BCIL 1988    | Noucentisme XX                                       | Sant Feliu de Llobregat C. Jacint Verdaguer, 15                                                                  | 41° 22′ 51″ N, 2° 03′ 00″ E / 41.3809704°N,2.0499342°E   | IPA-36021 | Habitatge al carrer Jacint Verdaguer, 15 (Sant Feliu de Llobregat) · Vegeu més fotos d'aquest monument · Carregueu una nova foto d'aquest monument                               |
| Habitatge i magatzems al carrer Batllori - Rectoria, 21                                             | BCIL 1988    | Obra popular XIX-XX                                  | Sant Feliu de Llobregat C. Batllori - c. Rectoria, 21                                                            | 41° 22′ 54″ N, 2° 02′ 42″ E / 41.381754°N,2.045097°E     | IPA-36023 | Habitatge i magatzems al carrer Batllori - Rectoria, 21 (Sant Feliu de Llobregat) · Vegeu més fotos d'aquest monument · Carregueu una nova foto d'aquest monument                |
| Habitatge unifamiliar al passeig Vilardaga, 3                                                       | BCIL 1988    | Obra popular XIX-XX                                  | Sant Feliu de Llobregat Pg. Vilardaga, 3                                                                         | 41° 23′ 05″ N, 2° 02′ 49″ E / 41.384814°N,2.047016°E     | IPA-36024 | Habitatge unifamiliar al passeig Vilardaga, 3 (Sant Feliu de Llobregat) · Vegeu més fotos d'aquest monument · Carregueu una nova foto d'aquest monument                          |
| Habitatge al carrer Constitució, 5                                                                  | BCIL 1988    | Obra popular XIX-XX                                  | Sant Feliu de Llobregat C. de la Constitució, 5                                                                  | 41° 23′ 05″ N, 2° 02′ 44″ E / 41.3846004°N,2.0455878°E   | IPA-36025 | Habitatge al carrer Constitució, 5 (Sant Feliu de Llobregat) · Vegeu més fotos d'aquest monument · Carregueu una nova foto d'aquest monument                                     |
| Habitatge al carrer Constitució, 7                                                                  | BCIL 1988    | Obra popular XIX-XX                                  | Sant Feliu de Llobregat C. Constitució, 7                                                                        | 41° 23′ 05″ N, 2° 02′ 44″ E / 41.3846896°N,2.0454788°E   | IPA-36026 | Habitatge al carrer Constitució, 7 (Sant Feliu de Llobregat) · Vegeu més fotos d'aquest monument · Carregueu una nova foto d'aquest monument                                     |
| Habitatge al carrer Constitució, 13                                                                 | BCIL 1988    | Obra popular XX                                      | Sant Feliu de Llobregat C. Constitució, 13                                                                       | 41° 23′ 06″ N, 2° 02′ 43″ E / 41.3849309°N,2.0452481°E   | IPA-36027 | Habitatge al carrer Constitució, 13 (Sant Feliu de Llobregat) · Vegeu més fotos d'aquest monument · Carregueu una nova foto d'aquest monument                                    |
| Can Dot                                                                                             | BCIL 1988    | Obra popular XVIII                                   | Sant Feliu de Llobregat C. de Cuenca, 6-8 - c. de Tirant lo Blanc, 5                                             | 41° 23′ 07″ N, 2° 02′ 38″ E / 41.385333°N,2.0437831°E    | IPA-36029 | Can Dot (Sant Feliu de Llobregat) · Vegeu més fotos d'aquest monument · Carregueu una nova foto d'aquest monument                                                                |
| Habitatge unifamiliar al carrer P. Àlvarez, 46                                                      |              |                                                      | Sant Feliu de Llobregat C. Pere Àlvarez, 46 - c. Manresa                                                         | 41° 23′ 03″ N, 2° 02′ 34″ E / 41.384137°N,2.042903°E     | IPA-36031 | Carregueu una nova foto d'aquest monument |
| Antic habitatge unifamiliar al carrer Torras i Bages, 8-10                                          | BCIL 1988    | Obra popular XIX-XX                                  | Sant Feliu de Llobregat C. Torras i Bages, 8-10                                                                  | 41° 22′ 50″ N, 2° 02′ 47″ E / 41.380542°N,2.046507°E     | IPA-36032 | Antic habitatge unifamiliar al carrer Torras i Bages, 8-10 (Sant Feliu de Llobregat) · Vegeu més fotos d'aquest monument · Carregueu una nova foto d'aquest monument             |
| Habitatge unifamiliar al carrer Torras i Bages, 12                                                  | BCIL 1988    | Obra popular XIX-XX                                  | Sant Feliu de Llobregat C. Torras i Bages, 12                                                                    | 41° 22′ 50″ N, 2° 02′ 48″ E / 41.380673°N,2.046602°E     | IPA-36034 | Habitatge unifamiliar al carrer Torras i Bages, 12 (Sant Feliu de Llobregat) · Vegeu més fotos d'aquest monument · Carregueu una nova foto d'aquest monument                     |
| Edifici d'habitatges al carrer Carcereny i Tristany, 7                                              | BCIL 1988    | Noucentisme XX                                       | Sant Feliu de Llobregat C. de Carcereny i Tristany, 7                                                            | 41° 22′ 59″ N, 2° 02′ 35″ E / 41.3830111°N,2.0429321°E   | IPA-36035 | Edifici d'habitatges al carrer Carcereny i Tristany, 7 (Sant Feliu de Llobregat) · Vegeu més fotos d'aquest monument · Carregueu una nova foto d'aquest monument                 |
| Edifici d'habitatges al carrer Falguera, 3                                                          | BCIL 1988    | Obra popular XIX-XX                                  | Sant Feliu de Llobregat C. Falguera, 3                                                                           | 41° 22′ 51″ N, 2° 02′ 36″ E / 41.380840°N,2.043349°E     | IPA-36036 | Edifici d'habitatges al carrer Falguera, 3 (Sant Feliu de Llobregat) · Vegeu més fotos d'aquest monument · Carregueu una nova foto d'aquest monument                             |
| Edifici d'habitatges al carrer Falguera, 5-7                                                        | BCIL 1988    | Obra popular XX                                      | Sant Feliu de Llobregat C. Falguera, 5-7                                                                         | 41° 22′ 51″ N, 2° 02′ 36″ E / 41.380906°N,2.043311°E     | IPA-36037 | Edifici d'habitatges al carrer Falguera, 5-7 (Sant Feliu de Llobregat) · Vegeu més fotos d'aquest monument · Carregueu una nova foto d'aquest monument                           |
| Edifici d'habitatges al carrer Falguera, 25                                                         | BCIL 1988    | Obra popular XIX-XX                                  | Sant Feliu de Llobregat C. Falguera 25                                                                           | 41° 22′ 53″ N, 2° 02′ 35″ E / 41.3812558°N,2.0430774°E   | IPA-36038 | Edifici d'habitatges al carrer Falguera, 25 (Sant Feliu de Llobregat) · Vegeu més fotos d'aquest monument · Carregueu una nova foto d'aquest monument                            |
| Edifici d'habitatges al carrer Falguera, 82                                                         | BCIL 1988    | Obra popular XIX-XX                                  | Sant Feliu de Llobregat C. Falguera, 82                                                                          | 41° 22′ 57″ N, 2° 02′ 30″ E / 41.3826323°N,2.0417895°E   | IPA-36039 | Edifici d'habitatges al carrer Falguera, 82 (Sant Feliu de Llobregat) · Vegeu més fotos d'aquest monument · Carregueu una nova foto d'aquest monument                            |
| Edifici d'habitatges al carrer Joan Maragall, 4-6                                                   | BCIL 1988    | Obra popular XX                                      | Sant Feliu de Llobregat C. de Joan Maragall, 4-6                                                                 | 41° 22′ 50″ N, 2° 02′ 43″ E / 41.3804734°N,2.045385°E    | IPA-36040 | Edifici d'habitatges al carrer Joan Maragall, 4-6 (Sant Feliu de Llobregat) · Vegeu més fotos d'aquest monument · Carregueu una nova foto d'aquest monument                      |
| Casa Antoni Bausili i Mayol                                                                         | BCIL 1988    | Noucentisme XX                                       | Sant Feliu de Llobregat C. de Joan Maragall, 15                                                                  | 41° 22′ 49″ N, 2° 02′ 46″ E / 41.3802625°N,2.0460219°E   | IPA-36041 | Casa Antoni Bausili i Mayol (Sant Feliu de Llobregat) · Vegeu més fotos d'aquest monument · Carregueu una nova foto d'aquest monument                                            |
| Edifici d'habitatges al carrer de Pi i Margall, 28-30                                               | BCIL 1988    | Obra popular XIX-XX                                  | Sant Feliu de Llobregat C. de Pi i Margall, 28-30                                                                | 41° 22′ 53″ N, 2° 02′ 54″ E / 41.3814518°N,2.0482409°E   | IPA-36042 | Edifici d'habitatges al carrer de Pi i Maragall, 28-30 (Sant Feliu de Llobregat) · Vegeu més fotos d'aquest monument · Carregueu una nova foto d'aquest monument                 |
| Casa Ramon Padró i Pijoan                                                                           | BCIL 1988    | Obra popular XIX-XX                                  | Sant Feliu de Llobregat C. de Joan Maragall, 44-46                                                               | 41° 22′ 49″ N, 2° 02′ 51″ E / 41.3801573°N,2.0474586°E   | IPA-36043 | Casa Ramon Padró i Pijoan (Sant Feliu de Llobregat) · Vegeu més fotos d'aquest monument · Carregueu una nova foto d'aquest monument                                              |
| Casa Llorenç Molins, edifici administratiu i habitatge                                              | BCIL 1988    | Eclecticisme XIX-XX                                  | Sant Feliu de Llobregat C. de Pi i Margall, 16                                                                   | 41° 22′ 53″ N, 2° 02′ 50″ E / 41.3812547°N,2.0472871°E   | IPA-36044 | Casa Llorenç Molins (Sant Feliu de Llobregat) · Vegeu més fotos d'aquest monument · Carregueu una nova foto d'aquest monument                                                    |
| Antiga Casa Codina                                                                                  | BCIL 1988    | Eclecticisme XIX                                     | Sant Feliu de Llobregat C. de Joan Maragall, 59                                                                  | 41° 22′ 48″ N, 2° 02′ 50″ E / 41.380066°N,2.0473164°E    | IPA-36045 | Antiga Casa Codina (Sant Feliu de Llobregat) · Vegeu més fotos d'aquest monument · Carregueu una nova foto d'aquest monument                                                     |
| Edifici d'habitatges al carrer Joan Maragall, 119-131                                               | BCIL 1988    | Obra popular XIX-XX                                  | Sant Feliu de Llobregat C. de Joan Maragall, 119-131                                                             | 41° 22′ 48″ N, 2° 02′ 58″ E / 41.379931°N,2.0495068°E    | IPA-36048 | Edifici d'habitatges al carrer Joan Maragall, 119-131 (Sant Feliu de Llobregat) · Vegeu més fotos d'aquest monument · Carregueu una nova foto d'aquest monument                  |
| Casa Camil Tous                                                                                     | BCIL 1988    | Obra popular XIX-XX                                  | Sant Feliu de Llobregat C. de Joan Maragall, 151                                                                 | 41° 22′ 48″ N, 2° 03′ 01″ E / 41.3798921°N,2.0502489°E   | IPA-36049 | Casa Camil Tous (Sant Feliu de Llobregat) · Vegeu més fotos d'aquest monument · Carregueu una nova foto d'aquest monument                                                        |
| Habitatges al carrer Joan Maragall, 142-144                                                         | BCIL 1988    | Obra popular XIX-XX                                  | Sant Feliu de Llobregat C. de Joan Maragall, 142-144                                                             | 41° 22′ 47″ N, 2° 03′ 02″ E / 41.3796615°N,2.0506827°E   | IPA-36051 | Habitatges al carrer Joan Maragall, 142-144 (Sant Feliu de Llobregat) · Vegeu més fotos d'aquest monument · Carregueu una nova foto d'aquest monument                            |
| Habitatge al carrer Josep Maria de Molina, 7                                                        | BCIL 1988    | Obra popular XIX-XX                                  | Sant Feliu de Llobregat C. Josep Maria de Molina, 7                                                              | 41° 22′ 50″ N, 2° 02′ 39″ E / 41.3805354°N,2.0441762°E   | IPA-36052 | Habitatge al carrer Josep Maria de Molina, 7 (Sant Feliu de Llobregat) · Vegeu més fotos d'aquest monument · Carregueu una nova foto d'aquest monument                           |
| Habitatge al carrer Josep Maria de Molina, 24                                                       | BCIL 1988    | Obra popular XIX-XX                                  | Sant Feliu de Llobregat C. Josep Maria de Molina, 24                                                             | 41° 22′ 50″ N, 2° 02′ 39″ E / 41.3804268°N,2.044118°E    | IPA-36053 | Habitatge al carrer Josep Maria de Molina, 24 (Sant Feliu de Llobregat) · Vegeu més fotos d'aquest monument · Carregueu una nova foto d'aquest monument                          |
| Habitatges al carrer Josep Maria de Molina, 8-18                                                    | BCIL 1988    | Obra popular XIX-XX                                  | Sant Feliu de Llobregat C. Josep Maria de Molina, 8-18                                                           | 41° 22′ 49″ N, 2° 02′ 40″ E / 41.3803765°N,2.0445732°E   | IPA-36054 | Habitatges al carrer Josep Maria de Molina, 8-18 (Sant Feliu de Llobregat) · Vegeu més fotos d'aquest monument · Carregueu una nova foto d'aquest monument                       |
| Habitatge al carrer Josep Maria de Molina, 15                                                       | BCIL 1988    | Obra popular XIX-XX                                  | Sant Feliu de Llobregat C. Josep Maria de Molina, 15                                                             | 41° 22′ 50″ N, 2° 02′ 38″ E / 41.3805511°N,2.043901°E    | IPA-36055 | Habitatge al carrer Josep Maria de Molina, 15 (Sant Feliu de Llobregat) · Vegeu més fotos d'aquest monument · Carregueu una nova foto d'aquest monument                          |
| Habitatges a la carretera Laureà Miró, 3                                                            | BCIL 1988    | Eclecticisme XIX-XX                                  | Sant Feliu de Llobregat Ctra. Laureà Miró, 3                                                                     | 41° 22′ 47″ N, 2° 03′ 03″ E / 41.3796453°N,2.0509102°E   | IPA-36056 | Habitatges a la carretera Laureà Miró, 3 (Sant Feliu de Llobregat) · Vegeu més fotos d'aquest monument · Carregueu una nova foto d'aquest monument                               |
| Habitatge a la carretera Laureà Miró, 17-19                                                         | BCIL 1988    | Obra popular XIX-XX                                  | Sant Feliu de Llobregat Ctra. Laureà Miró, 17-19                                                                 | 41° 22′ 47″ N, 2° 03′ 01″ E / 41.379632°N,2.0503842°E    | IPA-36057 | Habitatge a la carretera Laureà Miró, 17-19 (Sant Feliu de Llobregat) · Vegeu més fotos d'aquest monument · Carregueu una nova foto d'aquest monument                            |
| Habitatge a la carretera Laureà Miró, 23                                                            | BCIL 1988    | Obra popular XX                                      | Sant Feliu de Llobregat Ctra. Laureà Miró, 23                                                                    | 41° 22′ 47″ N, 2° 03′ 01″ E / 41.3795961°N,2.0503967°E   | IPA-36058 | Habitatge a la carretera Laureà Miró, 23 (Sant Feliu de Llobregat) · Vegeu més fotos d'aquest monument · Carregueu una nova foto d'aquest monument                               |
| Habitatge a la carretera Laureà Miró, 25                                                            | BCIL 1988    | Obra popular XIX-XX                                  | Sant Feliu de Llobregat Ctra. Laureà Miró, 25                                                                    | 41° 22′ 47″ N, 2° 03′ 00″ E / 41.3796028°N,2.0501215°E   | IPA-36059 | Habitatge a la carretera Laureà Miró, 25 (Sant Feliu de Llobregat) · Vegeu més fotos d'aquest monument · Carregueu una nova foto d'aquest monument                               |
| Edifici d'habitatges a la carretera Laureà Miró, 33-37                                              | BCIL 1988    | Obra popular XIX-XX                                  | Sant Feliu de Llobregat Ctra. Laureà Miró, 33-37                                                                 | 41° 22′ 47″ N, 2° 02′ 59″ E / 41.3796181°N,2.0497865°E   | IPA-36060 | Edifici d'habitatges a la carretera Laureà Miró, 33-37 (Sant Feliu de Llobregat) · Vegeu més fotos d'aquest monument · Carregueu una nova foto d'aquest monument                 |
| Edifici d'habitatges a la carretera Laureà Miró, 54                                                 | BCIL 1988    | Obra popular XIX-XX                                  | Sant Feliu de Llobregat Ctra. Laureà Miró, 54                                                                    | 41° 22′ 46″ N, 2° 02′ 57″ E / 41.3794152°N,2.0492154°E   | IPA-36061 | Edifici d'habitatges a la carretera Laureà Miró, 54 (Sant Feliu de Llobregat).jpg · Vegeu més fotos d'aquest monument · Carregueu una nova foto d'aquest monument                |
| Edifici d'habitatges a la carretera Laureà Miró, 72-74                                              | BCIL 1988    | Obra popular XIX-XX                                  | Sant Feliu de Llobregat Ctra. Laureà Miró, 72-74                                                                 | 41° 22′ 46″ N, 2° 02′ 54″ E / 41.3793903°N,2.0483906°E   | IPA-36065 | Edifici d'habitatges a la carretera Laureà Miró, 72-74 (Sant Feliu de Llobregat) · Vegeu més fotos d'aquest monument · Carregueu una nova foto d'aquest monument                 |
| Edifici d'habitatges a la carretera Laureà Miró, 70                                                 | BCIL 1988    | Obra popular XIX-XX                                  | Sant Feliu de Llobregat Ctra. Laureà Miró, 70                                                                    | 41° 22′ 46″ N, 2° 02′ 55″ E / 41.379370°N,2.048505°E     | IPA-36067 | Carregueu una nova foto d'aquest monument |
| Habitatge a la carretera Laureà Miró, 110                                                           | BCIL 1988    | Eclecticisme XIX-XX                                  | Sant Feliu de Llobregat Ctra. Laureà Miró, 110                                                                   | 41° 22′ 46″ N, 2° 02′ 48″ E / 41.3794401°N,2.0467874°E   | IPA-36069 | Habitatge a la carretera Laureà Miró, 110 (Sant Feliu de Llobregat) · Vegeu més fotos d'aquest monument · Carregueu una nova foto d'aquest monument                              |
| Habitatge a la carretera Laureà Miró, 113-115                                                       | BCIL 1988    | Obra popular XIX-XX                                  | Sant Feliu de Llobregat Ctra. Laureà Miró, 113-115                                                               | 41° 22′ 46″ N, 2° 02′ 49″ E / 41.3795595°N,2.0470607°E   | IPA-36070 | Habitatge a la carretera Laureà Miró, 113-115 (Sant Feliu de Llobregat) · Vegeu més fotos d'aquest monument · Carregueu una nova foto d'aquest monument                          |
| Habitatge a la carretera Laureà Miró, 131-137                                                       | BCIL 1988    | Obra popular XIX-XX                                  | Sant Feliu de Llobregat Ctra. Laureà Miró, 131-137                                                               | 41° 22′ 47″ N, 2° 02′ 47″ E / 41.3797429°N,2.0463644°E   | IPA-36071 | Habitatge a la carretera Laureà Miró, 131-137 (Sant Feliu de Llobregat) · Vegeu més fotos d'aquest monument · Carregueu una nova foto d'aquest monument                          |
| Hostal Centro                                                                                       | BCIL 1988    | Eclecticisme XIX-XX                                  | Sant Feliu de Llobregat Ctra. Laureà Miró, 182-184                                                               | 41° 22′ 50″ N, 2° 02′ 40″ E / 41.3805838°N,2.0445821°E   | IPA-36072 | Hostal Centro (Sant Feliu de Llobregat) · Vegeu més fotos d'aquest monument · Carregueu una nova foto d'aquest monument                                                          |
| Edifici d'habitatges a la carretera Laureà Miró, 198                                                | BCIL 1988    | Obra popular XIX-XX                                  | Sant Feliu de Llobregat Ctra. Laureà Miró, 198                                                                   | 41° 22′ 52″ N, 2° 02′ 39″ E / 41.3809848°N,2.044062°E    | IPA-36073 | Edifici d'habitatges a la carretera Laureà Miró, 198 (Sant Feliu de Llobregat) · Vegeu més fotos d'aquest monument · Carregueu una nova foto d'aquest monument                   |
| Edifici d'habitatges a la carretera Laureà Miró, 212-214                                            | BCIL 1988    | Eclecticisme XIX-XX                                  | Sant Feliu de Llobregat Ctra. Laureà Miró, 212-214                                                               | 41° 22′ 52″ N, 2° 02′ 38″ E / 41.3812075°N,2.0437598°E   | IPA-36074 | Edifici d'habitatges a la carretera Laureà Miró, 212-214 (Sant Feliu de Llobregat) · Vegeu més fotos d'aquest monument · Carregueu una nova foto d'aquest monument               |
| Edifici d'habitatges a la carretera Laureà Miró, 229-235, Casa de veïns d'Eugeni Dotras, La Puntual | BCIL 1988    | Noucentisme XX                                       | Sant Feliu de Llobregat Ctra. Laureà Miró, 229-235                                                               | 41° 22′ 55″ N, 2° 02′ 35″ E / 41.3819951°N,2.0431503°E   | IPA-36075 | Casa de veïns d'Eugeni Dotras (Sant Feliu de Llobregat) · Vegeu més fotos d'aquest monument · Carregueu una nova foto d'aquest monument                                          |
| Edifici d'habitatges a la carretera Laureà Miró, 239-241                                            | BCIL 1988    | Obra popular XX Inici                                | Sant Feliu de Llobregat Ctra. Laureà Miró, 239-241                                                               | 41° 22′ 55″ N, 2° 02′ 35″ E / 41.382016°N,2.043175°E     | IPA-36076 | Edifici d'habitatges a la carretera Laureà Miró, 239-241 (Sant Feliu de Llobregat) · Vegeu més fotos d'aquest monument · Carregueu una nova foto d'aquest monument               |
| Edifici d'habitatges a la carretera Laureà Miró, 284                                                | BCIL 1988    | Obra popular XIX-XX                                  | Sant Feliu de Llobregat Ctra. Laureà Miró, 284                                                                   | 41° 22′ 57″ N, 2° 02′ 32″ E / 41.3826082°N,2.0421487°E   | IPA-36079 | Edifici d'habitatges a la carretera Laureà Miró, 284 (Sant Feliu de Llobregat) · Vegeu més fotos d'aquest monument · Carregueu una nova foto d'aquest monument                   |
| Cal Puntaire                                                                                        | BCIL 1988    | Eclecticisme XIX-XX                                  | Sant Feliu de Llobregat Ctra. Laureà Miró, 302                                                                   | 41° 22′ 59″ N, 2° 02′ 31″ E / 41.383040°N,2.041921°E     | IPA-36080 | Cal Puntaire (Sant Feliu de Llobregat) · Vegeu més fotos d'aquest monument · Carregueu una nova foto d'aquest monument                                                           |
| Edifici d'habitatges a la carretera Laureà Miró, 345-347                                            | BCIL 1988    | Noucentisme XX                                       | Sant Feliu de Llobregat Ctra. Laureà Miró, 345-347                                                               | 41° 23′ 06″ N, 2° 02′ 28″ E / 41.3848966°N,2.0411224°E   | IPA-36081 | Edifici d'habitatges a la carretera Laureà Miró, 345-347 (Sant Feliu de Llobregat) · Vegeu més fotos d'aquest monument · Carregueu una nova foto d'aquest monument               |
| Habitatge al carrer de les Creus, 19                                                                | BCIL 1988    | Obra popular XIX-XX                                  | Sant Feliu de Llobregat C. de les Creus, 19                                                                      | 41° 22′ 57″ N, 2° 02′ 39″ E / 41.3824711°N,2.0440761°E   | IPA-36082 | Habitatge al carrer de les Creus, 19 (Sant Feliu de Llobregat) · Vegeu més fotos d'aquest monument · Carregueu una nova foto d'aquest monument                                   |
| Habitatges al carrer de les Creus, 44-46                                                            | BCIL 1988    | Obra popular XIX-XX                                  | Sant Feliu de Llobregat C. de les Creus, 44-46                                                                   | 41° 22′ 56″ N, 2° 02′ 36″ E / 41.3822213°N,2.0432785°E   | IPA-36083 | Habitatges al carrer de les Creus, 44-46 (Sant Feliu de Llobregat) · Vegeu més fotos d'aquest monument · Carregueu una nova foto d'aquest monument                               |
| Habitatge a la rambla de la Marquesa de Castellbell, 9                                              | BCIL 1988    | Noucentisme XX                                       | Sant Feliu de Llobregat Rambla de la Marquesa de Castellbell, 9                                                  | 41° 22′ 49″ N, 2° 03′ 07″ E / 41.3802302°N,2.0519302°E   | IPA-36084 | Habitatge a la rambla de la Marquesa de Castellbell, 9 (Sant Feliu de Llobregat) · Vegeu més fotos d'aquest monument · Carregueu una nova foto d'aquest monument                 |
| Edifici d'habitatges del carrer Pi i Margall, 38                                                    | BCIL 1988    | Obra popular XIX-XX                                  | Sant Feliu de Llobregat C. Pi i Margall, 38                                                                      | 41° 22′ 54″ N, 2° 02′ 55″ E / 41.3815539°N,2.0486102°E   | IPA-36085 | Edifici d'habitatges del carrer Pi i Margall, 38 (Sant Feliu de Llobregat) · Vegeu més fotos d'aquest monument · Carregueu una nova foto d'aquest monument                       |
| Edifici d'habitatges al carrer Joan Maragall, 36-38                                                 | BCIL 1988    | Obra popular XIX-XX                                  | Sant Feliu de Llobregat C. de Joan Maragall, 36-38                                                               | 41° 22′ 49″ N, 2° 02′ 50″ E / 41.3801724°N,2.0471115°E   | IPA-36086 | Edifici d'habitatges al carrer Joan Maragall, 36-38 (Sant Feliu de Llobregat) · Vegeu més fotos d'aquest monument · Carregueu una nova foto d'aquest monument                    |
| Habitatge a la carretera Laureà Miró, 27                                                            | BCIL 1988    | Obra popular XIX-XX                                  | Sant Feliu de Llobregat Ctra. Laureà Miró, 27                                                                    | 41° 22′ 47″ N, 2° 03′ 00″ E / 41.3796113°N,2.0500616°E   | IPA-36087 | Habitatge a la carretera Laureà Miró, 27 (Sant Feliu de Llobregat) · Vegeu més fotos d'aquest monument · Carregueu una nova foto d'aquest monument                               |
| Habitatge al carrer Rectoria, 5-7                                                                   | BCIL 1988    | Obra popular XIX-XX                                  | Sant Feliu de Llobregat C. de la Rectoria, 5-7                                                                   | 41° 22′ 53″ N, 2° 02′ 42″ E / 41.3813899°N,2.0451205°E   | IPA-36088 | Habitatge al carrer Rectoria, 5-7 (Sant Feliu de Llobregat) · Vegeu més fotos d'aquest monument · Carregueu una nova foto d'aquest monument                                      |
| Habitatge al passatge Roig, 6                                                                       | BCIL 1988    | Obra popular XIX-XX                                  | Sant Feliu de Llobregat Passatge Roig, 6                                                                         | 41° 22′ 49″ N, 2° 03′ 05″ E / 41.3802627°N,2.0514992°E   | IPA-36089 | Habitatge al passatge Roig, 6 (Sant Feliu de Llobregat) · Vegeu més fotos d'aquest monument · Carregueu una nova foto d'aquest monument                                          |
| Habitatge al carrer Sant Llorenç, 19                                                                | BCIL 1988    | Obra popular XIX-XX                                  | Sant Feliu de Llobregat C. Sant Llorenç, 19                                                                      | 41° 22′ 51″ N, 2° 02′ 56″ E / 41.3808718°N,2.0489071°E   | IPA-36090 | Habitatge al carrer Sant Llorenç, 19 (Sant Feliu de Llobregat) · Vegeu més fotos d'aquest monument · Carregueu una nova foto d'aquest monument                                   |
| Habitatges del carrer Santa Maria, 38-40                                                            | BCIL 1988    | Obra popular XIX-XX                                  | Sant Feliu de Llobregat C. Santa Maria, 38-40                                                                    | 41° 22′ 45″ N, 2° 02′ 36″ E / 41.3791772°N,2.0433231°E   | IPA-36091 | Habitatges del carrer Santa Maria, 38-40 (Sant Feliu de Llobregat) · Vegeu més fotos d'aquest monument · Carregueu una nova foto d'aquest monument                               |
| Habitatges del carrer Santa Maria, 53-55                                                            | BCIL 1988    | Obra popular XIX-XX                                  | Sant Feliu de Llobregat C. Santa Maria 53-55                                                                     | 41° 22′ 43″ N, 2° 02′ 32″ E / 41.3785472°N,2.0423039°E   | IPA-36092 | Habitatges del carrer Santa Maria, 53-55 (Sant Feliu de Llobregat) · Vegeu més fotos d'aquest monument · Carregueu una nova foto d'aquest monument                               |
| Habitatges al carrer de Santa Maria, 66-84                                                          | BCIL 1988    | Obra popular XIX-XX                                  | Sant Feliu de Llobregat C. Santa Maria, 66-84                                                                    | 41° 22′ 43″ N, 2° 02′ 32″ E / 41.3787357°N,2.0422294°E   | IPA-36093 | Habitatges al carrer de Santa Maria, 66-84 (Sant Feliu de Llobregat) · Vegeu més fotos d'aquest monument · Carregueu una nova foto d'aquest monument                             |
| Habitatge al carrer Torras i Bages, 13                                                              | BCIL 1988    | Obra popular XIX-XX                                  | Sant Feliu de Llobregat C. de Torras i Bages, 13                                                                 | 41° 22′ 51″ N, 2° 02′ 48″ E / 41.3808537°N,2.0467189°E   | IPA-36094 | Habitatge al carrer Torras i Bages, 13 (Sant Feliu de Llobregat) · Vegeu més fotos d'aquest monument · Carregueu una nova foto d'aquest monument                                 |
| Edifici d'habitatges al carrer Torras i Bages, 34                                                   | BCIL 1988    | Obra popular XX                                      | Sant Feliu de Llobregat C. Torras i Bages, 34 - c. Verge de la Mercè, 9                                          | 41° 22′ 51″ N, 2° 02′ 52″ E / 41.3807984°N,2.0476525°E   | IPA-36095 | Edifici d'habitatges al carrer Torras i Bages, 34 (Sant Feliu de Llobregat) · Vegeu més fotos d'aquest monument · Carregueu una nova foto d'aquest monument                      |
| Habitatge al carrer Verge de les Neus, 48                                                           | BCIL 1988    | Obra popular XIX-XX                                  | Sant Feliu de Llobregat C. Verge de les Neus, 48                                                                 | 41° 22′ 45″ N, 2° 02′ 30″ E / 41.3790736°N,2.0416982°E   | IPA-36096 | Habitatge al carrer Verge de les Neus, 48 (Sant Feliu de Llobregat) · Vegeu més fotos d'aquest monument · Carregueu una nova foto d'aquest monument                              |
| Habitatge al carrer Verge de les Neus, 51                                                           | BCIL 1988    | Obra popular XX                                      | Sant Feliu de Llobregat C. Verge de les Neus, 51                                                                 | 41° 22′ 44″ N, 2° 02′ 31″ E / 41.3789853°N,2.0419148°E   | IPA-36097 | Habitatge al carrer Verge de les Neus, 51 (Sant Feliu de Llobregat) · Vegeu més fotos d'aquest monument · Carregueu una nova foto d'aquest monument                              |
| Habitatge unifamiliar al carrer Verge de la Salut, 5-7                                              | BCIL 1988    | Obra popular XIX-XX                                  | Sant Feliu de Llobregat C. Verge de la Salut, 5-7                                                                | 41° 23′ 02″ N, 2° 02′ 39″ E / 41.383805°N,2.044101°E     | IPA-36098 | Habitatge unifamiliar al carrer Verge de la Salut, 5-7 (Sant Feliu de Llobregat) · Vegeu més fotos d'aquest monument · Carregueu una nova foto d'aquest monument                 |
| Habitatge al carrer Verge de les Neus, 14-16                                                        | BCIL 1988    | Obra popular XIX-XX                                  | Sant Feliu de Llobregat C. Verge de les Neus,14-16                                                               | 41° 22′ 46″ N, 2° 02′ 35″ E / 41.3795523°N,2.0429349°E   | IPA-36099 | Habitatge al carrer Verge de les Neus, 14-16 (Sant Feliu de Llobregat) · Vegeu més fotos d'aquest monument · Carregueu una nova foto d'aquest monument                           |
| Habitatges al carrer Verge de les Neus, 19-23                                                       | BCIL 1988    | Obra popular XIX-XX                                  | Sant Feliu de Llobregat C. Verge de les Neus, 19-23                                                              | 41° 22′ 46″ N, 2° 02′ 34″ E / 41.3793346°N,2.0427588°E   | IPA-36100 | Habitatges al carrer Verge de les Neus, 19-23 (Sant Feliu de Llobregat) · Vegeu més fotos d'aquest monument · Carregueu una nova foto d'aquest monument                          |
| Habitatge al carrer Verge de les Neus, 32                                                           | BCIL 1988    | Obra popular XIX-XX                                  | Sant Feliu de Llobregat C. Verge de les Neus, 32                                                                 | 41° 22′ 45″ N, 2° 02′ 32″ E / 41.3792401°N,2.042222°E    | IPA-36101 | Habitatge al carrer Verge de les Neus, 32 (Sant Feliu de Llobregat) · Vegeu més fotos d'aquest monument · Carregueu una nova foto d'aquest monument                              |
| Habitatge al carrer Verge de les Neus, 39                                                           | BCIL 1988    | Obra popular XIX-XX                                  | Sant Feliu de Llobregat C. Verge de les Neus, 39                                                                 | 41° 22′ 45″ N, 2° 02′ 32″ E / 41.3791231°N,2.0422357°E   | IPA-36102 | Habitatge al carrer Verge de les Neus, 39 (Sant Feliu de Llobregat) · Vegeu més fotos d'aquest monument · Carregueu una nova foto d'aquest monument                              |
| Habitatges al carrer Vidal i Ribas, 12-18                                                           | BCIL 1988    | Obra popular XIX-XX                                  | Sant Feliu de Llobregat C. de Vidal i Ribas, 12-18                                                               | 41° 22′ 54″ N, 2° 02′ 49″ E / 41.3817569°N,2.0470166°E   | IPA-36103 | Habitatges al carrer Vidal i Ribas, 12-18 (Sant Feliu de Llobregat) · Vegeu més fotos d'aquest monument · Carregueu una nova foto d'aquest monument                              |
| Edifici d'habitatges al carrer Batista, 3                                                           | BCIL 1988    | Obra popular XIX-XX                                  | Sant Feliu de Llobregat C. Batista, 3                                                                            | 41° 22′ 53″ N, 2° 02′ 35″ E / 41.381513°N,2.042974°E     | IPA-36104 | Carregueu una nova foto d'aquest monument |
| Edifici d'habitatges al carrer Falguera, 9-23                                                       | BCIL 1988    | Obra popular XIX-XX                                  | Sant Feliu de Llobregat C. Falguera, 9-23                                                                        | 41° 22′ 52″ N, 2° 02′ 36″ E / 41.3811669°N,2.0432103°E   | IPA-36105 | Edifici d'habitatges al carrer Falguera, 9-23 (Sant Feliu de Llobregat) · Vegeu més fotos d'aquest monument · Carregueu una nova foto d'aquest monument                          |
| Edifici d'habitatges al carrer Falguera, 10-20                                                      | BCIL 1988    | Obra popular XIX-XX                                  | Sant Feliu de Llobregat C. Falguera, 10-20                                                                       | 41° 22′ 53″ N, 2° 02′ 34″ E / 41.381281°N,2.0428498°E    | IPA-36106 | Edifici d'habitatges al carrer Falguera, 10-20 (Sant Feliu de Llobregat) · Vegeu més fotos d'aquest monument · Carregueu una nova foto d'aquest monument                         |
| Edifici d'habitatges al carrer Falguera, 29-31                                                      | BCIL 1988    | Obra popular XIX-XX                                  | Sant Feliu de Llobregat C. Falguera, 29-31 - c. Batista                                                          | 41° 22′ 53″ N, 2° 02′ 35″ E / 41.381423°N,2.042974°E     | IPA-36108 | Edifici d'habitatges al carrer Falguera, 29-31 (Sant Feliu de Llobregat) · Vegeu més fotos d'aquest monument · Carregueu una nova foto d'aquest monument                         |
| Habitatge al carrer Joan Maragall, 18-20                                                            | BCIL 1988    | Obra popular XIX-XX                                  | Sant Feliu de Llobregat C. de Joan Maragall, 18-20                                                               | 41° 22′ 49″ N, 2° 02′ 48″ E / 41.3802765°N,2.0466316°E   | IPA-36109 | Habitatge al carrer Joan Maragall, 18-20 (Sant Feliu de Llobregat) · Vegeu més fotos d'aquest monument · Carregueu una nova foto d'aquest monument                               |
| Habitatges al carrer Joan Maragall, 56-70                                                           | BCIL 1988    | Obra popular XIX-XX                                  | Sant Feliu de Llobregat C. de Joan Maragall, 56-70                                                               | 41° 22′ 49″ N, 2° 02′ 53″ E / 41.3801894°N,2.04808°E     | IPA-36110 | Habitatges al carrer Joan Maragall, 56-70 (Sant Feliu de Llobregat) · Vegeu més fotos d'aquest monument · Carregueu una nova foto d'aquest monument                              |
| Habitatge al carrer Joan Maragall, 84                                                               | BCIL 1988    | Obra popular XIX-XX                                  | Sant Feliu de Llobregat C. de Joan Maragall, 84                                                                  | 41° 22′ 48″ N, 2° 02′ 55″ E / 41.3800411°N,2.0486561°E   | IPA-36111 | Habitatge al carrer Joan Maragall, 84 (Sant Feliu de Llobregat) · Vegeu més fotos d'aquest monument · Carregueu una nova foto d'aquest monument                                  |
| Habitatges al carrer Joan Maragall, 163-165                                                         | BCIL 1988    | Obra popular XIX-XX                                  | Sant Feliu de Llobregat C. de Joan Maragall, 163-165                                                             | 41° 22′ 48″ N, 2° 03′ 02″ E / 41.3799939°N,2.0505822°E   | IPA-36113 | Habitatges al carrer Joan Maragall, 163-165 (Sant Feliu de Llobregat) · Vegeu més fotos d'aquest monument · Carregueu una nova foto d'aquest monument                            |
| Conjunt del carrer de Joan Maragall                                                                 | BCIL 1988    | Obra popular XVIII-XIX                               | Sant Feliu de Llobregat C. de Joan Maragall                                                                      | 41° 22′ 49″ N, 2° 02′ 51″ E / 41.3801486°N,2.0474946°E   | IPA-36114 | Conjunt del carrer de Joan Maragall (Sant Feliu de Llobregat) · Vegeu més fotos d'aquest monument · Carregueu una nova foto d'aquest monument                                    |
| Habitatge a la carretera Laureà Miró, 9                                                             | BCIL 1988    | Obra popular XIX-XX                                  | Sant Feliu de Llobregat Ctra. Laureà Miró, 9                                                                     | 41° 22′ 47″ N, 2° 03′ 02″ E / 41.3796607°N,2.0505871°E   | IPA-36115 | Habitatge a la carretera Laureà Miró, 9 (Sant Feliu de Llobregat) · Vegeu més fotos d'aquest monument · Carregueu una nova foto d'aquest monument                                |
| Habitatge a la carretera Laureà Miró, 15                                                            | BCIL 1988    | Obra popular XIX-XX                                  | Sant Feliu de Llobregat Ctra. Laureà Miró, 15                                                                    | 41° 22′ 47″ N, 2° 03′ 02″ E / 41.3796333°N,2.0505396°E   | IPA-36116 | Habitatge a la carretera Laureà Miró, 15 (Sant Feliu de Llobregat) · Vegeu més fotos d'aquest monument · Carregueu una nova foto d'aquest monument                               |
| Façana del Casal de Joves                                                                           | BCIL 1988    | Obra popular XIX-XX                                  | Sant Feliu de Llobregat Ctra. de Laureà Miró, 118-122                                                            | 41° 22′ 46″ N, 2° 02′ 47″ E / 41.379497°N,2.046367°E     | IPA-36117 | Façana del Casal de Joves (Sant Feliu de Llobregat) · Vegeu més fotos d'aquest monument · Carregueu una nova foto d'aquest monument                                              |
| Edifici d'habitatges a la carretera Laureà Miró, 267-269, antic Taller Natzaret                     | BCIL 1988    | Obra popular XIX-XX                                  | Sant Feliu de Llobregat Ctra. Laureà Miró, 267-269                                                               | 41° 22′ 58″ N, 2° 02′ 32″ E / 41.3828885°N,2.0422761°E   | IPA-36119 | Edifici d'habitatges a la carretera Laureà Miró, 267-269 (Sant Feliu de Llobregat) · Vegeu més fotos d'aquest monument · Carregueu una nova foto d'aquest monument               |
| Habitatge unifamiliar a la rambla Marquesa de Castellbell                                           | BCIL 1988    | Obra popular XIX-XX                                  | Sant Feliu de Llobregat Rambla Marquesa de Castellbell                                                           | 41° 22′ 49″ N, 2° 03′ 07″ E / 41.38028°N,2.05191°E       | IPA-36120 | Habitatge unifamiliar a la rambla Marquesa de Castellbell (Sant Feliu de Llobregat) · Vegeu més fotos d'aquest monument · Carregueu una nova foto d'aquest monument              |
| Habitatge al carrer Pere Àlvarez, 1-3                                                               | BCIL 1988    | Obra popular XIX-XX                                  | Sant Feliu de Llobregat C. de Pere Àlvarez, 1-3                                                                  | 41° 22′ 57″ N, 2° 02′ 37″ E / 41.3825841°N,2.0435841°E   | IPA-36121 | Habitatge al carrer Pere Àlvarez, 1-3 (Sant Feliu de Llobregat) · Vegeu més fotos d'aquest monument · Carregueu una nova foto d'aquest monument                                  |
| Conjunt del carrer de Pere Àlvarez                                                                  | BCIL 1988    | Obra popular XIX-XX                                  | Sant Feliu de Llobregat C. de Pere Àlvarez                                                                       | 41° 22′ 59″ N, 2° 02′ 36″ E / 41.3831406°N,2.0433488°E   | IPA-36122 | Conjunt del carrer de Pere Àlvarez (Sant Feliu de Llobregat) · Vegeu més fotos d'aquest monument · Carregueu una nova foto d'aquest monument                                     |
| Habitatge al carrer Rectoria, 8-10                                                                  | BCIL 1988    | Obra popular XIX-XX                                  | Sant Feliu de Llobregat C. de la Rectoria, 10                                                                    | 41° 22′ 54″ N, 2° 02′ 43″ E / 41.381616°N,2.0452248°E    | IPA-36123 | Carregueu una nova foto d'aquest monument |
| Habitatge al carrer Rectoria, 9-17                                                                  | BCIL 1988    | Obra popular XIX-XX                                  | Sant Feliu de Llobregat C. de la Rectoria, 9-17                                                                  | 41° 22′ 53″ N, 2° 02′ 42″ E / 41.3814346°N,2.0450839°E   | IPA-36124 | Habitatge al carrer Rectoria, 9-17 (Sant Feliu de Llobregat) · Vegeu més fotos d'aquest monument · Carregueu una nova foto d'aquest monument                                     |
| Conjunt del carrer Sant Llorenç                                                                     | BCIL 1988    | Obra popular XIX-XX                                  | Sant Feliu de Llobregat C. Sant Llorenç                                                                          | 41° 22′ 51″ N, 2° 02′ 55″ E / 41.3808613°N,2.0487279°E   | IPA-36125 | Conjunt del carrer Sant Llorenç (Sant Feliu de Llobregat) · Vegeu més fotos d'aquest monument · Carregueu una nova foto d'aquest monument                                        |
| Edifici d'habitatges al carrer Sant Llorenç, 17                                                     | BCIL 1988    | Obra popular XX                                      | Sant Feliu de Llobregat C. Sant Llorenç, 17                                                                      | 41° 22′ 51″ N, 2° 02′ 56″ E / 41.3808715°N,2.0488713°E   | IPA-36126 | Edifici d'habitatges al carrer Sant Llorenç, 17 (Sant Feliu de Llobregat) · Vegeu més fotos d'aquest monument · Carregueu una nova foto d'aquest monument                        |
| Conjunt del carrer d'en Serra                                                                       | BCIL 1988    | Obra popular XIX-XX                                  | Sant Feliu de Llobregat C. d'en Serra                                                                            | 41° 23′ 01″ N, 2° 02′ 33″ E / 41.3835018°N,2.0423747°E   | IPA-36127 | Conjunt del carrer d'en Serra (Sant Feliu de Llobregat) · Vegeu més fotos d'aquest monument · Carregueu una nova foto d'aquest monument                                          |
| Conjunt d'habitatges al carrer Torras i Bages, 14-20                                                | BCIL 1988    | XIX-XX                                               | Sant Feliu de Llobregat C. Torras i Bages, 14-20                                                                 | 41° 22′ 51″ N, 2° 02′ 49″ E / 41.380783°N,2.046807°E     | IPA-36128 | Conjunt d'habitatges al carrer Torras i Bages, 14-20 (Sant Feliu de Llobregat) · Vegeu més fotos d'aquest monument · Carregueu una nova foto d'aquest monument                   |
| Edifici d'habitatges al carrer de la Verge de les Neus, 9-11                                        | BCIL 1988    | Obra popular XIX-XX                                  | Sant Feliu de Llobregat C. de la Verge de les Neus, 9-11                                                         | 41° 22′ 46″ N, 2° 02′ 35″ E / 41.3794726°N,2.0431035°E   | IPA-36129 | Edifici d'habitatges al carrer de la Verge de les Neus, 9-11 (Sant Feliu de Llobregat) · Vegeu més fotos d'aquest monument · Carregueu una nova foto d'aquest monument           |
| Can Furriol                                                                                         | BCIL 1988    | Obra popular XVIII                                   | Sant Feliu de Llobregat Al costat del torrent d'en Serra                                                         | 41° 24′ 36″ N, 2° 03′ 54″ E / 41.41009°N,2.064935°E      | IPA-36130 | Masia Can Furriol (Sant Feliu de Llobregat) · Vegeu més fotos d'aquest monument · Carregueu una nova foto d'aquest monument                                                      |
| Masia Can Messeguer, o Masaguer                                                                     | BCIL 1988    | Obra popular X-XX                                    | Sant Feliu de Llobregat Entorn a la riera de la Salut                                                            | 41° 24′ 07″ N, 2° 03′ 53″ E / 41.4019982°N,2.0647851°E   | IPA-36131 | Masia Can Messeguer (Sant Feliu de Llobregat) · Vegeu més fotos d'aquest monument · Carregueu una nova foto d'aquest monument                                                    |
| Can Parellada                                                                                       | BCIL 1988    | Obra popular XVIII                                   | Sant Feliu de Llobregat Riera Alta Santa Creu                                                                    | 41° 24′ 07″ N, 2° 03′ 45″ E / 41.4019517°N,2.0623932°E   | IPA-36132 | Masia Can Parellada (Sant Feliu de Llobregat) · Vegeu més fotos d'aquest monument · Carregueu una nova foto d'aquest monument                                                    |
| Can Canaris                                                                                         | BCIL 1988    | Obra popular XVIII                                   | Sant Feliu de Llobregat Vessant sud del Puig d'Olorda                                                            | 41° 24′ 16″ N, 2° 02′ 23″ E / 41.4043056°N,2.0398202°E   | IPA-36133 | Can Canaris (Sant Feliu de Llobregat) · Vegeu més fotos d'aquest monument · Carregueu una nova foto d'aquest monument                                                            |
| Masia Can Pahissa                                                                                   | BCIL 1988    | Obra popular                                         | Sant Feliu de Llobregat                                                                                          | 41° 24′ 04″ N, 2° 02′ 12″ E / 41.40106°N,2.03656°E       | IPA-36135 | Masia Can Pahissa (Sant Feliu de Llobregat) · Vegeu més fotos d'aquest monument · Carregueu una nova foto d'aquest monument                                                      |
| Masia Can Santfeliu                                                                                 | BCIL 1988    | Obra popular                                         | Sant Feliu de Llobregat Camí Can Sanfeliu prop de la N-II                                                        |                                                          | IPA-36136 | Carregueu una nova foto d'aquest monument |
| Can Cuiàs                                                                                           | BCIL 1988    | Obra popular XVI-XVIII                               | Sant Feliu de Llobregat Camí de Can Cuiàs                                                                        | 41° 23′ 43″ N, 2° 02′ 40″ E / 41.3952549°N,2.0443554°E   | IPA-36137 | Masia Can Cuiàs (Sant Feliu de Llobregat) · Vegeu més fotos d'aquest monument · Carregueu una nova foto d'aquest monument                                                        |
| Barraques de camp                                                                                   | BCIL 1988    | Obra popular                                         | Sant Feliu de Llobregat Vessant Puig d'Olorda                                                                    | 41° 24′ 03″ N, 2° 03′ 32″ E / 41.40091°N,2.05878°E       | IPA-36138 | Carregueu una nova foto d'aquest monument |
| Habitatge al carrer Santa Maria, 88                                                                 | BCIL 1988    | Obra popular XX                                      | Sant Feliu de Llobregat C. Santa Maria, 88                                                                       | 41° 22′ 43″ N, 2° 02′ 31″ E / 41.3786071°N,2.0419204°E   | IPA-36139 | Habitatge al carrer Santa Maria, 88 (Sant Feliu de Llobregat) · Vegeu més fotos d'aquest monument · Carregueu una nova foto d'aquest monument                                    |
| Conjunt d'habitatges al passeig del Comte de Vilardaga, 5-17                                        | BCIL 1988    | Obra popular XIX-XX                                  | Sant Feliu de Llobregat Pg. del Comte de Vilardaga, 5 - 17                                                       | 41° 23′ 06″ N, 2° 02′ 50″ E / 41.384875°N,2.0471983°E    | IPA-36140 | Conjunt d'habitatges al passeig del Comte de Vilardaga, 5-17 (Sant Feliu de Llobregat) · Vegeu més fotos d'aquest monument · Carregueu una nova foto d'aquest monument           |
| Edifici d'habitatges al carrer Verge de les Neus, 18                                                | BCIL 1988    | Obra popular XIX-XX                                  | Sant Feliu de Llobregat C. Verge de les Neus, 18                                                                 | 41° 22′ 46″ N, 2° 02′ 34″ E / 41.3794888°N,2.042888°E    | IPA-36141 | Edifici d'habitatges al carrer Verge de les Neus, 18 (Sant Feliu de Llobregat) · Vegeu més fotos d'aquest monument · Carregueu una nova foto d'aquest monument                   |
| Torre al carrer de les Roses                                                                        | BCIL 1988    | Noucentisme XX Inici                                 | Sant Feliu de Llobregat C. de les Roses                                                                          |                                                          | IPA-36142 | Carregueu una nova foto d'aquest monument |
| Fornot de les Torres, forn de calç                                                                  |              | Obra popular                                         | Sant Feliu de Llobregat                                                                                          | 41° 24′ 22″ N, 2° 04′ 10″ E / 41.40610°N,2.06932°E       | IPA-40755 | Carregueu una nova foto d'aquest monument |
| Pou de gel de Can Furriol                                                                           |              | Obra popular                                         | Sant Feliu de Llobregat                                                                                          |                                                          | IPA-40757 | Carregueu una nova foto d'aquest monument |
| Rajoleria de Can Furriol                                                                            |              | Obra popular                                         | Sant Feliu de Llobregat                                                                                          |                                                          | IPA-40758 | Carregueu una nova foto d'aquest monument |
| Torre de la Penya del Moro                                                                          |              | Medieval                                             | Sant Feliu de Llobregat i Sant Just Desvern                                                                      | 41° 23′ 49″ N, 2° 04′ 08″ E / 41.39682°N,2.06877°E       | IPA-50714 | Torre de la Penya del Moro (Sant Feliu de Llobregat i Sant Just Desvern) · Vegeu més fotos d'aquest monument · Carregueu una nova foto d'aquest monument                         |